# Castlerea
Castlerea (in irlandese: An Caisleán Riabhach) è una cittadina nella contea di Roscommon, in Irlanda.